# Eolydus conspicuus
Eolydus conspicuus là một loài bọ cánh cứng trong họ Meloidae. Loài này được Waterhouse miêu tả khoa học năm 1889.